# Ligyra thyridophora
Ligyra thyridophora är en tvåvingeart som först beskrevs av Mario Bezzi 1912.  Ligyra thyridophora ingår i släktet Ligyra och familjen svävflugor. Inga underarter finns listade i Catalogue of Life.